# Adblock Plus
Adblock Plus (englisch für ‚Werbesperre Plus‘; kurz: ABP) ist ein kommerzielles von der Eyeo GmbH angebotenes Werkzeug zur Unterdrückung von Werbung auf Webseiten, ein sogenannter Werbeblocker. Es ermöglicht dem Anwender, Online-Werbung zu verstecken und Werbeelemente gar nicht erst aus dem Web herunterzuladen. Neben Grafiken kann Adblock Plus auch Inlineframes, Java-Applets, Flash-Werbung sowie reine Textwerbung entfernen.
Im Jahr 2011 wurde das „Acceptable Ads“-Programm eingeführt, das bestimmte nicht aufdringliche Werbung per standardmäßig aktiver Weißer Liste von der Blockade ausnehmen sollte. Die Tatsache, dass Eyeo hierfür von reichweitenstarken Websites eine Gebühr verlangte, um an dem Programm teilzunehmen, führte wiederholt zu Kontroversen.
Adblock Plus ist als Erweiterung für verschiedene Browser (Mozilla Firefox, Mozilla Firefox Mobile, Google Chrome, Opera, K-Meleon), die Internet-Suite SeaMonkey, Internet Explorer und den E-Mail-Client Mozilla Thunderbird verfügbar. Seit November 2012 ist Adblock Plus auch als App für Android-Geräte erhältlich. Seit 2015 wird mit Adblock Browser ein eigener Webbrowser mit bereits integriertem Adblock Plus für Android angeboten.

## Funktionsweise
Um Werbung blockieren zu können, benötigt AdBlock Plus eine Liste mit Filterregeln. Bei der Installation werden dem Benutzer Vorschläge zu geeigneten Filterlisten angezeigt. Die Filterlisten werden von Drittanbietern zur Verfügung gestellt.
Grundsätzlich unterstützt AdBlock Plus zwei unterschiedliche Arten an Filterregeln. Zum einen können Anfragen zu bestimmten Webservern oder Anfragen zu bestimmten Ressourcen auf einem Webserver (sogenannte Uniform Resource Identifier, URL) direkt blockiert werden, sodass diese gar nicht erst geladen werden. Dies ist nützlich, da viele Websitebetreiber Werbung über Server von Drittanbietern, wie DoubleClick oder Google AdSense, in ihre Webseiten einbinden. Die zweite Filterart besteht darin, bestimmte Elemente innerhalb eines HTML-Dokumentes zu verstecken, was auch als Element hiding bezeichnet wird.
Um nicht jedes Element / jede URL einzeln blockieren zu müssen, bietet AdBlock Plus die Möglichkeit, Platzhalter in Form eines Asterisks (*) zu verwenden. Dabei steht dieses Zeichen für einen beliebigen Inhalt.
Beispiele:
```
http://de.wikipedia.org

http://*.wikipedia.org

||meta.wikimedia.org/wiki/Special:BannerLoader?*
```

Die erste Zeile trifft nur auf den deutschsprachigen Teil von Wikipedia zu, die zweite würde das ganze Portal blockieren, und die letzte würde zentrale Mitteilungen, wie den Spendenblock oder technische Ankündigungen, auf dem ganzen Portal unterbinden. Zusätzlich gibt es die Möglichkeit, reguläre Ausdrücke zu verwenden. Diese bieten eine stark erweiterte Syntax an und erlauben es, explizit zu bestimmen, welche URLs bereinigt werden sollen, und dennoch die Liste kurz zu halten. Das ist vor allem für große Filterlisten sinnvoll, um die Anzahl der Einträge zu verringern. Andererseits rät AdBlock Plus vom Einsatz regulärer Ausdrücke ab, da deren Auswertung erheblich langsamer ist. Adblock Plus interpretiert alle Filter, die mit einem Schrägstrich beginnen und aufhören, als reguläre Ausdrücke.
Zusätzlich zu den von Drittanbietern zur Verfügung gestellten Filterlisten können Filterregeln auch selbst erstellt werden. Unter anderem ist dies mit der ebenfalls von der Eyeo GmbH zur Verfügung gestellten Erweiterung Element Hiding Helper möglich, mit der sich einzelne Elemente mit der Maus auswählen und blockieren lassen. Webseiten und Objekte können über einen Filter auch auf eine Whitelist gesetzt werden.

## Geschichte
Vorläufer von ABP ist Adblock (nicht zu verwechseln mit dem gleichnamigen Open-Source-Programm, das 2015 von einem unbekannten Investor übernommen wurde, siehe hierzu AdBlock). Da die Weiterentwicklung des Vorgängers seit 2004 stagnierte, entstand mit Adblock Plus ein Fork, das folgende zusätzliche Funktionen bietet:
- Abonnieren vorgefertigter Filterlisten, die auf Wunsch auch automatisch aktualisiert werden
- Erstellen einer weißen Liste von Seiten, deren Inhalte nicht gefiltert werden
- Verbergen unerwünschter HTML-Elemente
- Anzeige der gesamten Trefferanzahl jedes Filters
- Schnellerer Algorithmus

## Diskurs

### Websites mit Werbeblocker-Erkennung
Rasch gingen Websitebetreiber dazu über, die Nutzung von Adblock zu erkennen, und nicht wenige trafen Gegenmaßnahmen. So blenden einige Websites Warnmeldungen ein, die auf das Konzept der Werbefinanzierung hinweisen. Andere Seitenbetreiber sperren Nutzer aus, die einen Werbeblocker verwenden, was beispielsweise bei Bild.de seit Oktober 2015 der Fall ist. Im Gegenzug wurden unter anderem Skripte wie der Anti-Adblock-Killer programmiert, die die Werbeblocker-Erkennung auf den aufgeführten Websites aushebeln, so dass die Website trotz aktiviertem Adblock Plus benutzbar ist. Allerdings würden auch die Seitenbetreiber auf diese Maßnahmen reagieren, was zu einem technischen Wettlauf führe.

### Acceptable Ads
Ab Version 2.0 ist Adblock Plus standardmäßig so konfiguriert, dass einzelne, von Entwickler Eyeo als „unaufdringlich“ bewertete Werbeeinblendungen (sogenannte acceptable ads) nicht blockiert werden. Dafür wird eine spezielle Whitelist eingesetzt, auf welche sich kleinere Websites und Blogs kostenfrei, reichweitenstärkere Websites gegen Zahlung eintragen lassen können. Hierdurch solle positiv auf die Entwicklung des World Wide Web im Ganzen eingewirkt werden. Über die Funktion wurde vor der Einführung Ende 2011 kontrovers diskutiert und sie stieß bei Teilen der Nutzer auf starke Ablehnung.
Die Kontroverse über die acceptable-ads-Funktion wurde Ende Juni 2013 nach Recherchen von Sascha Pallenberg, der zusammenfassend von einem „Werbenetzwerk mit Erpressungs-Potential“ sprach, wiederbelebt. Die betreffenden Personen hinter Adblock Plus bestätigten die Recherchen größtenteils, rechtfertigten das Geschäftsmodell aber derart, dass die Kriterien zur Teilnahme an acceptable ads für alle gleich seien. Am 1. Juli 2013 folgte eine Gegendarstellung von Adblock-Plus-Chef Till Faida, der den von Pallenberg auf mobilegeeks erhobenen Vorwürfen in Teilen widersprach.
Im Oktober 2013 bezichtigte die österreichische Bundeswettbewerbsbehörde Google des Machtmissbrauchs in Bezug auf AdBlock Plus. Demnach soll Google Zahlungen an die Entwickler vornehmen, um bei eigener Werbung durch Aufnahme in die Whitelist der Ausfilterung zu entgehen.
Anfang Februar 2014 verschärfte sich der Konflikt zwischen Eyeo und diversen Online-Vermarktern, nachdem Pallenberg erneut schwere Vorwürfe gegen die Geschäftsmethoden der Adblock-Plus-Betreiber erhoben hatte. Unternehmen wie Google, Amazon, eBay oder Yahoo zahlen mehrere Millionen US-Dollar zur Aufnahme in die Whitelist an Adblock Plus, so Pallenberg. Auch Microsoft habe eine derartige Vereinbarung mit Eyeo.
Michael Hanfeld bezeichnete das Vorgehen der Adblock-Plus-Entwickler in der Frankfurter Allgemeinen Zeitung als „ein Geschäftsmodell in Türstehermanier […] Wer zahlt, kommt durch und darf sich zum Kreis derer zählen, die Werbung [schalten], die nach dem Gutdünken der Drückerkolonne von Eyeo unbedenklich ist.“ Hinter Adblock Plus stünden „finanzkräftige Investoren aus der Werbeindustrie […], die mit dem Adblocker ein eigenes Werbenetzwerk aufziehen“. Erst werde Werbung geblockt, dann gegen Zahlung wieder freigeschaltet. So versuche man, „das Werbegeschäft aller anderen zu zerstören und es allein für sich zu beanspruchen.“
Diverse Vermarkter und Verlage, darunter Axel Springer SE, Pro Sieben Sat 1 Media, Spiegel-Verlag und Süddeutsche Zeitung gaben an, rechtliche Schritte gegen die Eyeo GmbH einleiten zu wollen oder schon den Rechtsweg zu beschreiten. Im April 2015 wies das Landgericht Hamburg die Klage des Handelsblattes und die Klage von Zeit Online ab, das Landgericht München I beschied im Mai 2015 die Klagen der Pro Sieben Sat 1 Media und RTL Interactive/IP Deutschland ebenso abschlägig. Im Klageverfahren des Axel Springer Verlags benannte das Landgericht Köln das Vorgehen der Eyeo GmbH zwar als „in hohem Maße bedenklich“, schloss sich aber den vorherigen richterlichen Einschätzungen an. Im März 2016 scheiterte auch die Klage der Süddeutschen Zeitung vor dem Landgericht München I; Adblock Plus stelle „keine gezielte Behinderung eines Wettbewerbers“ dar.
Am 24. Juni 2016 hob das Oberlandesgericht Köln das klageabweisende Urteil des Landgerichts Köln im Verfahren Axel Springer SE gegen Eyeo teilweise auf. Während die durch Adblock Plus vorgenommene Webfilterung durch den Senat als nicht wettbewerbswidrig eingeschätzt wurde, sei die zahlungspflichtige Whitelisting-Aufnahme eine „unzulässige aggressive Praktik“ im Sinne des Gesetzes gegen den unlauteren Wettbewerb. Dagegen erklärte das Oberlandesgericht München das Vorgehen der Betreiber von Adblock Plus in seinem Urteil vom 17. August 2017 in vollem Umfang für zulässig. Die drei ursprünglich getrennten Klagen der Verlage RTL Interactive, Pro Sieben Sat 1 Media und Süddeutsche Zeitung unterlagen in dem Münchener Verfahren mit ihren Ansprüchen vollständig. Angesichts der abweichenden Kölner Entscheidung vom Vorjahr ließ das Münchener Gericht allerdings die Möglichkeit der Revision zum Bundesgerichtshof zu.
Der BGH folgte der Argumentation des Axel-Springer-Verlags nicht. Die Software verstoße nicht gegen die Pressefreiheit. Die Verwendung von Adblockern sei gestattet und zwar auch auf Nachrichtenseiten. Eine unmittelbare Behinderung des Seitenanbieters durch Eyeo liege nicht vor, weil die Software vom Benutzer manuell installiert und aktiviert werden müsse und er sie auch jederzeit wieder deinstallieren und deaktivieren könne. Zudem hätten die Verlage die Möglichkeit, Nutzer von Programmen wie Adblock Plus, sofern solche Nutzer unerwünscht seien, von ihren Websites auszuschließen.
Im Sommer 2024 lag dem BGH erneut eine Klage vor, in welcher der Axel-Springer-Verlag Änderungen am HTML-Quelltext durch Adblock Plus untersagen lassen will, da das Unternehmen ein Urheberrecht an selbigem gelten macht. Das Verfahren wurde im Juli 2024 ausgesetzt, weil beim EuGH ein Verfahren anhängig war, welches laut Einschätzung des BGH große inhaltliche Überschneidungen aufwies. Im Oktober 2024 entschied der EuGH, dass Änderungen an Software nicht grundsätzlich gegen das Urheberrecht verstoßen, sofern nur flüchtige Daten im Arbeitsspeicher verändert werden und kein persistent gespeicherter Quellcode. Die Parteien haben nun bis Januar 2025 Zeit, sich zu der Entscheidung des übergeordneten Gerichts zu äußern. Das mündliche Verfahren sollte am 25. April 2025 fortgesetzt werden. Im August 2025 wurde bekannt, dass der BGH den Rechtsstreit an das Oberlandesgericht Hamburg zurückverwiesen hat, da dessen Urteil einer rechtlichen Nachprüfung nicht standhalte, denn ein Eingriff in den urheberrechtlichen Schutzbereich eines Computerprogramms könne nicht verneint werden (Az. I ZR 131/23).

## Software mit ähnlicher Funktionalität
Als Reaktion auf die kontrovers diskutierte „Acceptable Ads“-Funktion kam es zu Abspaltungen von Adblock Plus, die diese Funktion nicht übernahmen, darunter die populäre Erweiterung Adblock Edge. Der Entwickler von Adblock Edge stellte die Weiterentwicklung später zugunsten von uBlock ein.
Ein zu Adblock Plus ähnlicher Werbeblocker ist darüber hinaus AdBlock von BetaFish Incorporated (nicht zu verwechseln mit dem Adblock für Firefox, dem Vorgänger von Adblock Plus), das jedoch trotz des ähnlichen Namens weder verwandt noch alliiert mit Adblock Plus war. 2015 wurde AdBlock von einem Investor übernommen und der Gründer verließ daraufhin das Unternehmen. AdBlock trat danach dem Acceptable-Ads-Programm bei.
Im Juli 2014 wurde eine Browser-Erweiterung namens uBlock mit einem vergleichbaren Funktionsumfang wie Adblock Plus vorgestellt, die nach Angaben der Entwickler weniger Ressourcen benötige. Im April 2015 gab der ursprüngliche Entwickler von uBlock sein Projekt ab und entwickelte danach eine Abspaltung namens uBlock Origin.